# 奥替库单抗
奥替库单抗（INN：Orticumab；开发代号：BI-204、MLDL1278A），或译奥替苏单抗，是一种人单克隆抗体，用作抗炎剂并与oxLDL结合。它充当免疫调节剂。该药物可以用来治疗动脉粥样硬化。该药物由BioInvent公司研究开发。